# سكوت هيلاندس
سكوت هيلاندس هو ممثل كندي، ولد في 1943 بفانكوفر في كندا.

## وصلات خارجية
- سكوت هيلاندس على موقع IMDb (الإنجليزية)
- سكوت هيلاندس على موقع ألو سيني (الفرنسية)
- سكوت هيلاندس على موقع قاعدة بيانات برودواي على الإنترنت (الإنجليزية)
- سكوت هيلاندس على موقع قاعدة بيانات الفيلم (الإنجليزية)